# Web of the Year
Web of the Year（ウェブ・オブ・ザ・イヤー）は、「Yahoo! Internet Guide」誌（ソフトバンククリエイティブ社発行、以下YIGとする）が毎年行っていたインターネット上のイベント。
日本国内でサービスを行っているウェブサイトから、主催者がノミネート対象となるサイトを選考。それらのサイトの中から、11月に行われる一般投票などにより、その年を通してもっとも人気・話題・支持を集めたサイト（ベストサイト）を選出し、12月に表彰式を行っていた。

## 歴史
YIGが発刊された1996年に創設。最上位に位置する「年間総合大賞」のほか、「話題賞」、「新人賞」、そしてジャンル別に設定された「部門賞」からなる。
部門賞は毎年見直しが行われ、2005年には、客観的な視聴率データに基づきネットレイティングス社が選ぶ「ネットレイティングス賞」が新設。2006年にはインターネット利用の多様化もあり賞が18にも広がり、2007年は、「年間総合大賞」、16の「部門賞」、特別賞として「ネットレイティングス賞」「話題賞」「プロバイダ賞」が設定された。
しかし、2008年にYIGが休刊となった事もあり、当該年は実施されず、2007年をもって事実上終了となった。

## 過去の年間総合大賞
- 1996年 - とくとくページ
- 1997年 - マピオン
- 1998年 - 進ぬ!電波少年
- 1999年 - まぐまぐ[1]
- 2000年 - Yahoo!ニュース[2]
- 2001年 - 楽天市場[3]
- 2002年 - Yahoo!ニュース[4]
- 2003年 - Yahoo!ニュース[5]
- 2004年 - 該当なし[6]
- 2005年 - mixi[7]
- 2006年 - ウィキペディア日本語版[8]
- 2007年 - ウィキペディア日本語版[9]